# GALAPAGOS
GALAPAGOS（ガラパゴス）は、シャープの電子書籍リーダー（タブレット）と電子書籍配信サービスの名称。スマートフォンのブランド名としても使用された。

## 概要
2010年（平成22年）7月20日にシャープが電子書籍事業とタブレットに本格参入することを発表。9月27日にはGALAPAGOSの名称や具体的な製品を発表した。同時に30年以上続いた同社のパソコン事業からの撤退が明らかになり、GALAPAGOS事業に注力する意気込みが窺えた。
しかし、国内の電子書籍市場は予想より普及のペースが遅いうえ、自社販売のメディアタブレット2製品は販路が限定されるため、販売が低迷した。2011年（平成23年）夏にはメディアタブレットの汎用Android OS化・電子書籍サービスの他端末への解放が行われ、事業の方向転換が見られた。
そして、後継機種の発表がないまま9月末限りで2機種の販売・新規受付を終了すると発表。今後の端末投入は未定だが、イー・モバイルが販売するA01SH（後述）を唯一の端末としてサービスは継続し、GALAPAGOS事業そのものをやめるわけではないとしている。
2011年2月には、シャープとイオングループ、NTT西日本、株式会社ハーストーリィプラスが協業し、様々なコンテンツ配信やショッピングなどの「暮らしサポートサービス」を提供すると発表したが、最終的にはGALAPAGOSブランドからは外れ、2012年3月から『A touch Ru*Run』（エータッチ ル・ルン）としてサービスを開始した。
2012年8月からはGALAPAGOS STOREがiOSデバイス (iPhone/iPad) に対応した。その後、2017年12月11日には「COCORO BOOKS」に改称した。

## 命名
チャールズ・ダーウィンが進化論の着想を得た太平洋上の島、ガラパゴス諸島から命名されている。時代や環境の変化に合わせて最適化して進化していくという意味を込めた名称であるとされる。
携帯電話におけるガラパゴス化とは、日本市場向け携帯電話が閉鎖的な環境で特異な形に進化してしまったために、日本国外の市場では通用しないものになってしまった状況を揶揄するものであり、それを携帯端末の名称に用いた命名は自虐的なものであるとも受け取られた。「GALAPAGOS」が販売を開始した同年（2010年）の新語・流行語大賞には、こうした日本市場向けの携帯電話機種（フィーチャーフォン）を意味する「ガラパゴス（ガラケー）」がノミネートされている。シャープの社内ではこうした命名に賛否が分かれたというが、スマートな名前や社会的な枠組みを良しとする名称や社会的な価値観に対して一石を投じ、また耳に残る名前をという思惑もあって、この名称に決められたという。

## 配信サービス

### TSUTAYA GALAPAGOS
電子書籍サービスについては、従来からシャープが開発している電子書籍フォーマットの一種であるXMDFをさらに拡張させた「次世代XMDF」が採用される。コンテンツに関してはカルチュア・コンビニエンス・クラブ（CCC）と提携して、書籍・漫画・映画などのコンテンツを提供する『TSUTAYA GALAPAGOS』が端末発売開始当日より提供開始した。
TSUTAYA GALAPAGOSはCCCとシャープの合弁会社の名称でもある。2010年12月1日に設立。資本金は1億円で、出資比率はシャープ49％、CCCが51％である。
ドコモ向けのブックリーダー SH-07Cでは、「TSUTAYA GALAPAGOS」のほか、ドコモと大日本印刷が共同で立ち上げた2Dfacto（トゥーデファクト）が提供する電子書籍サービスに対応する。
2011年3月、TSUTAYA GALAPAGOSがシャープ製スマートフォンでも利用可能になった。Android Marketより無料アプリ「GALAPAGOS App for Smartphone」をインストールして利用する。
2011年6月、TSUTAYA GALAPAGOSが他社製品を含むAndroid端末に開放された。
2011年8月、TSUTAYA GALAPAGOSが.book形式（XMDFと競合するが、広く普及している規格の一つ）に対応した。ただしAndroid 2.3にバージョンアップしていないメディアタブレットでは対応しない。
なお、シャープは以前からPDA「ザウルス」・電子辞書・パソコン向けの電子書籍ストア「SpaceTownブックス」を開設していたが、TSUTAYA GALAPAGOSの拡大に伴い2011年9月末で終了すると発表した。

### COCORO BOOKS
2011年9月30日をもってCCCとシャープの合弁が解消され、電子書籍サービス運営会社はシャープの完全子会社となった。それにともない、社名はGALAPAGOS NETWORKS、配信サービス名はGALAPAGOS STOREにそれぞれ変更された。なお、CCCは2011年6月に独自の電子書籍ストア「TSUTAYA.com eBOOKs」を開始している。
その後、GALAPAGOS STOREは2017年12月11日にCOCORO BOOKSへ改称されている。

## 海外展開の構想
2010年7月20日の最初の発表会ではシャープの米国法人の幹部が出席。海外展開の第1弾としてアメリカ合衆国への進出を予定し、ベライゾン・ワイヤレスと提携交渉中であることが明かされた。
2010年12月29日、アメリカ合衆国・中華人民共和国・インド・ブラジルなどでもGALAPAGOSを展開すると報道された。先行販売されるアメリカ仕様と日本国内仕様と異なる点として、日本よりWi-Fi環境が悪い事よりWi-Fi・3G回線の両対応化、シャープ独自のXMDFフォーマットと合わせて、世界的なシェアが大きいEPUBフォーマットへの対応などが変更されると報じられた。
2011年9月現在、海外展開について具体的な進展はない。

## 閲覧環境

### 電子書籍タブレット
2010年12月10日にメディアタブレット2機種（EB-WX1GJ、EB-W51GJ）が発売された。日本全国の量販店に端末が展示されるが、直接の購入はできず、店頭で申し込む必要がある。またはシャープ直営のオンラインストアで購入することもできる。なお同日にソニーのリーダーも販売開始している。
Androidをベースにした独自OSが採用されている（Linuxベースとする記事もあり。AndroidがLinuxベースで開発されたので、どちらでも間違いとは言い切れない）。そのために、Android Marketについては標準状態では対応していない。
この2機種はWi-Fiのみの対応になるが、9月の会見では3Gを採用したバージョンの開発が行われているとほのめかしていた。後にNTTドコモから3G搭載のGALAPAGOSに相当する端末SH-07Cが発売された（後述）。
2010年12月20日には、GALAPAGOSのコンテンツをPCで購入することが出来る『GALAPAGOS Station』の提供を開始した。
2011年8月、2機種にAndroid OS 2.3へのアップデートが提供され、汎用Androidタブレットとして使うことも可能になった。（後述）
2011年9月30日に販売を終了。

#### 電子書籍タブレットのAndroid OS化
2011年8月11日（当初の7月25日予定から延期）、メディアタブレット向けの汎用のAndroid OS 2.3へのバージョンアップが提供開始された。それによりユーザーの希望によってAdobe Flash Playerや通常のAndroidマーケットのアプリケーションなどが利用可能になる。ただし、市販されるバージョンは引き続き独自OSが搭載された。また、利用出来なくなる機能もあり、ユーザーで元のバージョンに戻す事が出来ないので、機能を考慮した上でバージョンアップを行うべきか判断する必要もある。
汎用化で変更される事は、以下がある。
| 新規対応項目                                                  | 補足                                                                                 |
| ------------------------------------------------------------- | ------------------------------------------------------------------------------------ |
| Android OSに対応することで、Android標準の操作方法に変更される | それにより、YouTubeなどのアンドロイド標準アプリケーションが追加される                |
| 従来のデスクではなく、Androidのメニュー画面が標準になる       | 設定により従来のデスクを標準画面にする事も出来る。                                   |
| 辞書コンテンツの購入及び単体での利用が可能になる              |                                                                                      |
| Androidマーケットの利用が可能になる。                         | カメラやGPS・Bluetoothは非搭載のため、それらを必須とするアプリケーションは使用不可。 |
| 「AQUOSリモート」アプリケーションへの対応                     |                                                                                      |
| フリック操作への対応                                          | 画面入力で引き換えに非対応になる機能も存在する                                       |
| 2011年8月以降、「.book」形式の電子書籍に対応                  |                                                                                      |
| システムリセットの追加                                        |                                                                                      |
| 各種設定の変更                                                | Android標準方式に変更される                                                          |

また、非対応になる件として、
| 非対応項目                                     | 対応策                                                                                   |
| ---------------------------------------------- | ---------------------------------------------------------------------------------------- |
| 「mixi for SH」及び「twit SH」が利用不可になる | ブラウザーでは引き続き利用出来る 別のandroidアプリケーションのダウンロードでも対応出来る |
| キーボードの手書き入力機能                     | 別のandroidアプリケーションのダウンロードで対応出来る                                    |
| PDFビューア機能が利用不可になる                | 別のandroidアプリケーションのダウンロードで対応出来る                                    |
| 省エネ動作モードの廃止                         | 特になし                                                                                 |
| 「Adobe Flash Lite 4.0」が非対応になる         | 「Adobe Flash Player 10.1」のダウンロードで対応出来る                                    |
| 「ブラウザ画面下部の操作ボタン」の機能停止     | 「ホームボタン」の長押しで対応                                                           |

非対応になる機能に対して代替の対応策が無い物も存在し、利用する機能を考慮したうえでバージョンアップする必要がある。

#### バージョンアップ履歴
- 2010年12月28日 - 1.01c（EB-W51GJ）・1．01d（EB-WX1GJ）[25]
  - 端末の時刻が予期しない形で変化し、ストアーとの同期が取れなくなる件を修正
- 2011年2月28日 - 1.01g[26]
  - 動作性向上など
- 2011年4月21日 - 1.10a[27]
  - 動作性向上など
- 2011年8月11日（当初予定は7月25日） - 2.00a[28]
  - Android 2.3への対応など

### 携帯電話キャリアが販売するタブレット
2010年11月には、NTTドコモがGALAPAGOSとは名乗らないものの、5.5型と同様の形を採用し、3G回線にも対応したブックリーダー SH-07Cの開発を発表し、翌2011年1月21日に発売開始した。メインの電子書籍機能の他、ウェブブラウザ機能、あらかじめインストールされた21種類のゲームを行う事などが出来る。
2011年8月3日にイー・モバイルから、GALAPAGOSシリーズのタブレット『A01SH』を同月下旬に販売すると発表した。日本のメーカーが販売する端末では初のAndroid 3.2搭載端末になり、7型クラスのこれまでに発売された端末の中間サイズになっている。通信会社から販売する端末だが通信モジュールは非搭載で、Pocket WiFi等と組み合わせて利用する事を想定している。
2011年11月16日には、UQコミュニケーションズが『GALAPAGOS EB-A71GJ-B』を12月9日している。こちらは、WiMAX通信を搭載しており、7台までのテザリングにも対応する。

### スマートフォン
2010年12月17日、ソフトバンクモバイル向けのスマートフォン「GALAPAGOS SoftBank 003SH」が発売された。2011年2月にはキーボードを備えた「GALAPAGOS SoftBank 005SH」も発売された。どちらも一般的なスマートフォンであり、TSUTAYA GALAPAGOSのメディアタブレット以外への開放（後述）が2011年3月に行われるまで、GALAPAGOS独自のサービスは利用できなかった。
ソフトバンク以外のキャリア向けにシャープが発売したスマートフォンにはGALAPAGOSブランドが使われなかった。その後ソフトバンク向けでも「AQUOS PHONE」にブランドが変更された。
日本のシャープのAndroidスマートフォンサイトの名称は2010年11月15日より旧称の「SH!SH!SH!」から「GALAPAGOS SQUARE」に変更された。その後は「SH SHOW」に変更されている。

## 機種一覧
いずれも日本国内のみ。

### 電子書籍タブレット（機種一覧）
共に、タブレット型タッチパネル端末である。アップデートによりAndroid 2.3の汎用タブレットして利用することも可能。2010年12月10日発売、2011年9月30日販売終了。
発表当初は2011年中に100万台以上の販売目標を掲げていたが、実際には15000台程度の売り上げに留まったと東洋経済は報じている。
- EB-WX1GJ - 10.8型（1,366×800）ホームモデル、独自OS（Linuxベース）、約177×14.7×286mm、Wi-Fiのみ対応、約765g
  - EB-WX1GJ-B - ブラック系
- EB-W51GJ - 5.5型（1,024×600）モバイルモデル、独自OS（Linuxベース）、約92×12.9×167mm、Wi-Fiのみ対応、約220g
  - EB-W51GJ-R - レッド系
  - EB-W51GJ-S - シルバー系

### スマートフォン（機種一覧）
- SoftBank
  - 003SH - Android OS 2.2、3.8インチマルチタッチ・3D対応ディスプレイ、960万画素CCDハイビジョン動画撮影対応デジタルカメラ、おサイフケータイ
  - 005SH - Android OS 2.2、QWERTYキーボード、3.8インチマルチタッチ・3D対応ディスプレイ、800万画素CMOSデジタルカメラ、おサイフケータイ

### タブレット
- イー・モバイル
  - A01SH - Android OS 3.2、7インチディスプレイ
- UQコミュニケーションズ
  - EB-A71GJ-B - Android OS 3.2、7インチディスプレイ